# Iván Márquez Álvarez
Iván Márquez Álvarez (Marbella, 9 de junho de 1994) é um futebolista profissional espanhol que atua como zagueiro.

## Carreira
Iván Márquez Álvarez começou a carreira no Málaga CF.